# Brian Donlevy

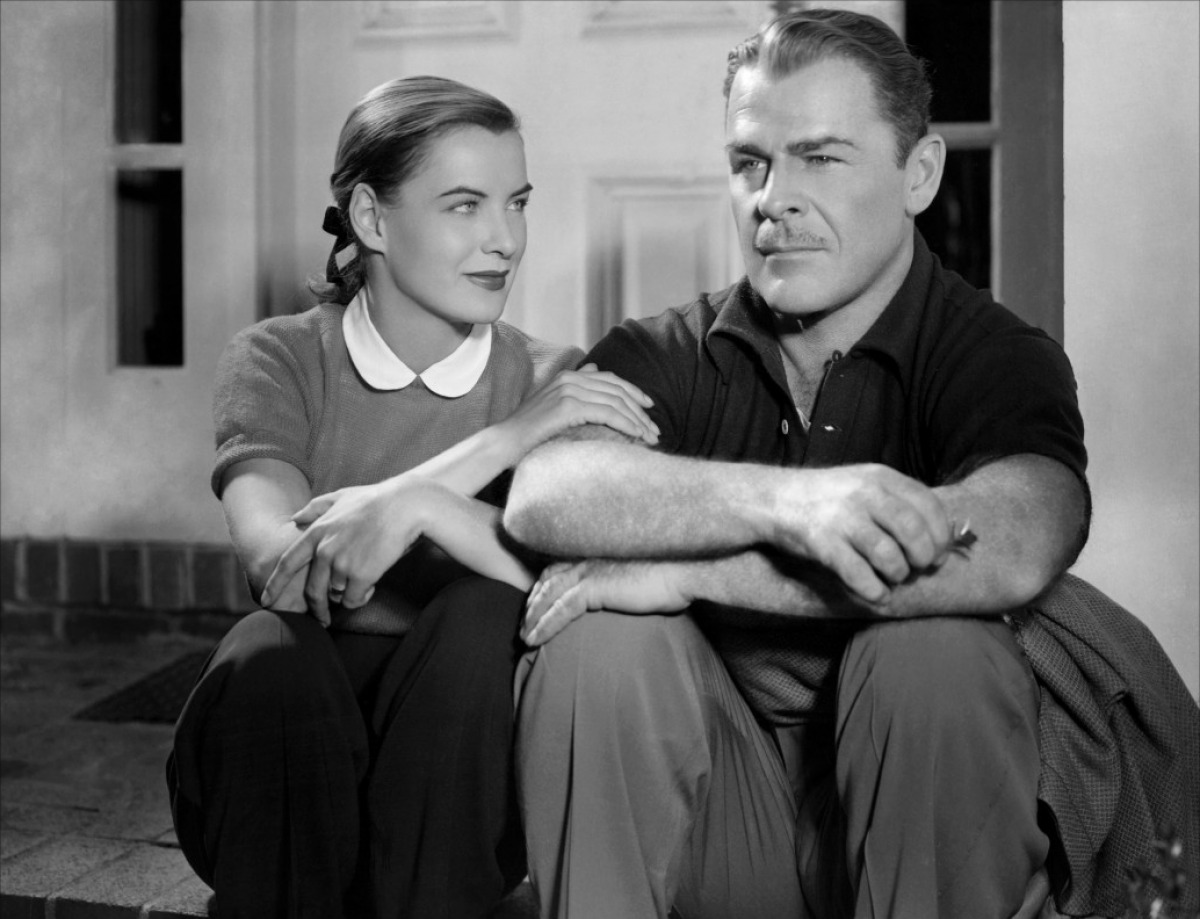
Donlevy cu Ella Raines în Impact (1949).

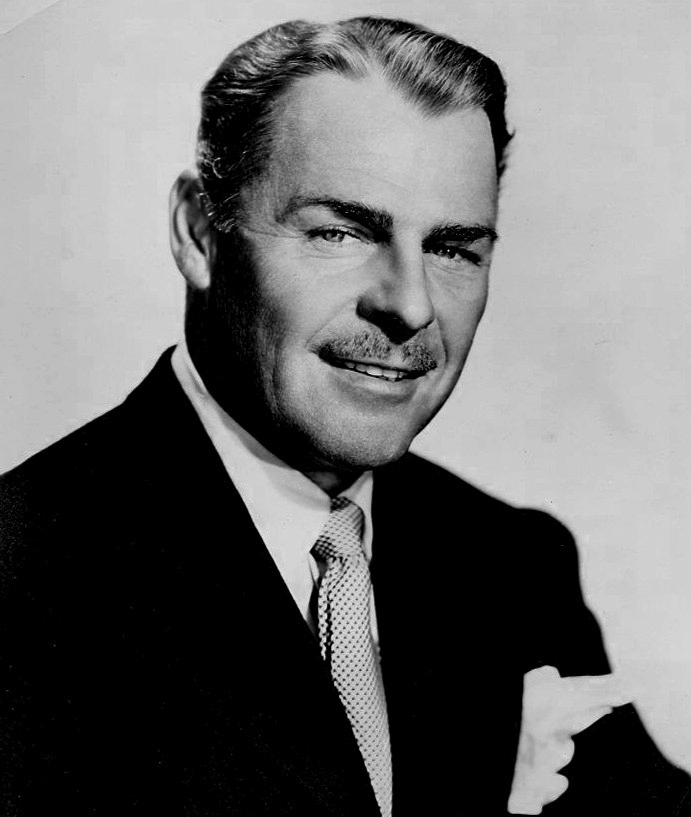
Brian Donlevy în 1955.

Waldo Brian Donlevy (n. 9 februarie 1901, Cleveland, Ohio, SUA – d. 6 aprilie 1972, Los Angeles, California, SUA) a fost un actor american, care a fost remarcat pentru interpretarea unor personaje periculoase și dure. Apărând de obicei în roluri secundare, printre cele mai cunoscute filme ale sale se numără Beau Geste (1939), The Great McGinty (1940) și Wake Island (1942). Pentru rolul său de sergent sadic Markoff din Beau Geste, a fost nominalizat la Premiul Oscar pentru cel mai bun actor în rol secundar.

## Filmografie parțială
- Damaged Hearts (1924)
- Monsieur Beaucaire (1924) (nem.)
- School for Wives (1925)
- A Man of Quality (1926)
- Gentlemen of the Press (1929) (nem.)
- Mother's Boy (1929)
- Barbary Coast (1935)
- Mary Burns, Fugitive (1935)
- Another Face (1935)
- Strike Me Pink (1936)
- 13 Hours by Air (1936)
- Human Cargo (1936)
- Half Angel (1936)
- High Tension (1936)
- 36 Hours to Kill (1936)
- Crack-Up (1936)
- Midnight Taxi (1937)
- This Is My Affair (1937)
- Born Reckless (1937)
- In Old Chicago (1938)
- Battle of Broadway (1938)
- We're Going to Be Rich (1938)
- Sharpshooters (1938)
- Jesse James (1939)
- Union Pacific (1939)
- Beau Geste (1939)
- Behind Prison Gates (1939)
- Allegheny Uprising (1939)
- Destry Rides Again (1939)
- The Great McGinty (1940)
- When the Daltons Rode (1940)
- Brigham Young (1940)
- I Wanted Wings (1941)
- Billy the Kid (1941)
- Hold Back the Dawn (1941) (nem.)
- South of Tahiti (1941)
- Birth of the Blues (1941)
- The Remarkable Andrew (1942)
- Two Yanks in Trinidad (1942)
- A Gentleman After Dark (1942)
- The Great Man's Lady (1942)
- Wake Island (1942)
- The Glass Key (1942)
- Nightmare (1942)
- Stand By for Action (1942)
- Hangmen Also Die! (1943)
- The Miracle of Morgan's Creek (1943)
- An American Romance (1944)
- Duffy's Tavern (1945)
- The Virginian (1946)
- Our Hearts Were Growing Up (1946)
- Canyon Passage (1946)
- Two Years Before the Mast (1946)
- The Beginning or the End (1947)
- Song of Scheherazade (1947)
- The Trouble with Women (1947)
- Kiss of Death (1947)
- Heaven Only Knows (1947)
- Killer McCoy (1947)
- A Southern Yankee (1948)
- Command Decision (1948)
- The Lucky Stiff (1949)
- Impact (1949)
- Shakedown (1950)
- Kansas Raiders (1950)
- Fighting Coast Guard (1951)
- Slaughter Trail (1951)
- Hoodlum Empire (1952)
- Ride the Man Down (1952)
- Woman They Almost Lynched (1953)
- The Big Combo (1955)
- The Quatermass Xperiment (1955)
- A Cry in the Night (1956)
- Quatermass 2 (1957)
- Escape from Red Rock (1957)
- Cowboy (1958)
- Juke Box Rhythm (1959)
- Never So Few (1959)
- Girl in Room 13 (1960)
- The Errand Boy (1961)
- The Pigeon That Took Rome (1962)
- Curse of the Fly (1965)
- How to Stuff a Wild Bikini (1965)
- The Fat Spy (1966)
- Waco (1966)
- Gamera, the Giant Monster (1966)
- Five Golden Dragons (1967)
- Hostile Guns (1967)
- Arizona Bushwhackers (1968)
- Rogue's Gallery (1968)
- Pit Stop (1969)